# Fluorid vanaditý
Fluorid vanaditý, VF3, je žluto-zelená pevná sloučenina. Vanad zde má, stejně jako v ostatních halogenidech vanaditých, koordinační číslo šest a oktaedrickou geometrii. Reakcí kovového vanadu s kyselinou hexafluorokřemičitou lze připravit dimerní strukturu V2F6.4H2O.

## Příprava
Fluorid vanaditý můžeme připravit reakcí chloridu vanaditého s fluorovodíkem za vyšší teploty. Druhou možností je reakce hydrogendifluoridu amonného s oxidem vanaditým za teploty 250 °C:
V2O3 + 6 (NH4)HF2 → 2 (NH4)3VF6 + 3 H2O
Vzniklý hexafluorovanadičnan amonný se termicky (500 °C) rozkládá za vzniku fluoridu vanaditého:
(NH4)3VF6 → 3 NH3 + 3 HF + VF3